# Championnats de France de BMX
Pour les articles homonymes, voir Championnats de France de cyclisme.
Les Championnats de France de BMX sont des compétitions ouvertes aux coureurs de nationalité française. Ils sont organisés chaque année pour les hommes et les femmes, afin d'attribuer les titres de champion de France. Chaque titre est attribué sur une course unique.

Le champion de France porte le maillot tricolore jusqu'aux championnats de France suivants.

## Palmarès masculin

### 20 pouces

#### Élites
| Année | Or                 | Argent           | Bronze               |
| ----- | ------------------ | ---------------- | -------------------- |
| 1983  | Claude Vuillemot   |                  |                      |
| 1985  | Claude Vuillemot   |                  |                      |
| 1987  | Xavier Redois      |                  |                      |
| 1989  | Éric Minozzi       |                  |                      |
| 1990  | Éric Minozzi       |                  | Yannick Delporte     |
| 1991  | Christophe Lévêque | Yannick Delporte |                      |
| 1992  | Christophe Lévêque | Yannick Delporte |                      |
| 1993  | Christophe Lévêque |                  |                      |
| 1994  | Christophe Lévêque |                  |                      |
| 1995  | Thomas Allier      |                  |                      |
| 1996  | Thomas Allier      |                  |                      |
| 1997  | Thomas Allier      |                  |                      |
| 1998  | Thomas Allier      |                  |                      |
| 2000  | Florent Boutte     |                  |                      |
| 2001  | Thierry Fouilleul  |                  |                      |
| 2002  | Florent Boutte     |                  |                      |
| 2003  | Medhi Remili (es)  |                  |                      |
| 2004  | Florent Boutte     |                  |                      |
| 2005  | Thomas Allier      |                  |                      |
| 2006  | Florent Boutte     |                  |                      |
| 2007  | Thomas Allier      | Thomas Hamon     |                      |
| 2008  | Thomas Hamon       | Jérémy Chaffot   |                      |
| 2009  | Thomas Hamon       | Vincent Pelluard | Francky Gagnu        |
| 2010  | Thomas Hamon       | Joris Daudet     | Vincent Pelluard     |
| 2011  | Joris Daudet       | Thomas Hamon     | Moana Moo-Caille     |
| 2012  | Joris Daudet       | Damien Godet     | Vincent Pelluard     |
| 2013  | Vincent Pelluard   | Thibaud Chauvin  | Sylvain André        |
| 2014  | Joris Daudet       | Quentin Caleyron | Damien Godet         |
| 2015  | Joris Daudet       | Quentin Caleyron | Romain Mayet         |
| 2016  | Amidou Mir         | Sylvain André    | Félix Lopez          |
| 2017  | Joris Daudet       | Sylvain André    | Romain Mayet         |
| 2018  | Romain Mahieu      | Arthur Pilard    | Damien Godet         |
| 2019  | Sylvain André      | Joris Daudet     | Romain Mayet         |
| 2020  | Sylvain André      | Romain Mayet     | Joris Daudet         |
| 2021  | Sylvain André      | Arthur Pilard    | Mathis Ragot Richard |
| 2022  | Sylvain André      | Jérémy Rencurel  | Eddy Clerté          |
| 2023  | Corentin Dubois    | Romain Mayet     | Jérémy Rencurel      |
| 2024  | Arthur Pilard      | Hugo Marszalek   | Théo Thouin          |

#### Espoirs
| Année | Or                  | Argent            | Bronze              |
| ----- | ------------------- | ----------------- | ------------------- |
| 2022  | Tatyan Lui-Hin-Tsan | Léo Garoyan       | Théo Thouin         |
| 2023  | Mathis Jacquet      | Grégoire Quellier | Macleo Meynier      |
| 2024  | Ilan Lefebvre       | Tanguy Rivoire    | Alexis Pieczanowsky |

#### Juniors
| Année | Or                      | Argent              | Bronze               |
| ----- | ----------------------- | ------------------- | -------------------- |
| 1998  | Lloveria Nicolas        |                     |                      |
| 2006  | Moana Moo-Caille        |                     |                      |
| 2007  | Vincent Pelluard        |                     |                      |
| 2008  | Joris Daudet            |                     |                      |
| 2009  | Benjamin Bachelard      | Thibault Rossi      |                      |
| 2010  | Sylvain André           | Benjamin Janssens   | Geoffrey Richard     |
| 2011  | Benjamin Janssens       |                     |                      |
| 2012  | Romain Mahieu           |                     |                      |
| 2013  | Romain Mahieu           |                     |                      |
| 2014  | Xavier Gonzalez-Bernard |                     |                      |
| 2015  | Romain Racine           |                     |                      |
| 2016  | Charles Borel           | Thomas Jouve        | Mathis Ragot Richard |
| 2017  | Titouan Blanchod        | Théo Thouin         | Romain Catenacci     |
| 2018  | Léo Garoyan             | Dylan Gobert        | Jérémy Bodzen        |
| 2019  | Nathanaël Dieuaide      | Hugo Marszalek      | Matéo Colsenet       |
| 2020  | Tatyan Lui-Hin-Tsan     | Alexis Pieczanowsky | Mathis Carlier       |
| 2021  | Arthur Chavanon         | Louison Rousseau    | Victor Agosti        |
| 2022  | Pierre Geisse           | Enzo Leclerc        | Adam Aubin           |
| 2023  | Arthur Bretin Monard    | Zacharie Néel       | Maxime Habert        |
| 2024  | Evan Oliviera           | Clément Rocherieux  | Mattéo Faure         |

### Contre-la-montre

#### Élites
| Année | Or            | Argent               | Bronze               |
| ----- | ------------- | -------------------- | -------------------- |
| 2015  | Joris Daudet  | Romain Mahieu        | Sylvain André        |
| 2016  | Damien Godet  | Simba Darnand        | Romain Mahieu        |
| 2017  | Joris Daudet  | Jérémy Rencurel      | Romain Mahieu        |
| 2018  | Romain Mahieu | Sylvain André        | Mathis Ragot Richard |
| 2019  | Romain Mayet  | Romain Mahieu        | Joris Daudet         |
| 2021  | Arthur Pilard | Sylvain André        | Romain Mahieu        |
| 2022  | Sylvain André | Romain Mahieu        | Eddy Clerté          |
| 2023  | Léo Garoyan   | Corentin Dubois      | Romain Racine        |
| 2024  | Arthur Pilard | Mathis Ragot Richard | Hugo Marszalek       |

#### Espoirs
| Année | Or             | Argent              | Bronze            |
| ----- | -------------- | ------------------- | ----------------- |
| 2022  | Dylan Gobert   | Léo Garoyan         | Hugo Marszalek    |
| 2023  | Matéo Colsenet | Alexis Pieczanowsky | Grégoire Quellier |
| 2024  | Mathis Jacquet | Alexis Pieczanowsky | Pierre Geisse     |

#### Juniors
| Année | Or                   | Argent               | Bronze                |
| ----- | -------------------- | -------------------- | --------------------- |
| 2015  | Romain Racine        | Mathis Ragot Richard | Théo Chapelle         |
| 2016  | Mathis Ragot Richard | Léo Avril            | Thomas Jouve          |
| 2017  | Titouan Blanchod     | Baptiste Vieillard   | Kilian Buthod-Villien |
| 2018  | Léo Garoyan          | Baptiste Vieillard   | Dylan Gobert          |
| 2019  | Matéo Colsenet       | Nathanaël Dieuaide   | Hugo Marszalek        |
| 2021  | Pierre Geisse        | Victor Agosti        | Arthur Chavanon       |
| 2022  | Pierre Geisse        | Maxime Habert        | Enzo Leclerc          |
| 2023  | Enzo Leclerc         | Baptiste Jupille     | Maxime Habert         |
| 2024  | Evan Oliviera        | Zacharie Néel        | Mattéo Faure          |

### Cruisers

#### Élites
| Année | Or              | Argent             | Bronze        |
| ----- | --------------- | ------------------ | ------------- |
| 2002  | Xavier Aumaitre | Clément Doby       | Ronald Duart  |
| 2003  | Medhi Remili    | Nicolas Lloveria   |               |
| 2004  | Florent Boutte  |                    |               |
| 2005  | Florent Boutte  |                    |               |
| 2006  | Florent Boutte  |                    |               |
| 2007  | Pablo Gutierrez | Thomas Hamon       |               |
| 2008  | Thomas Hamon    |                    |               |
| 2009  | Thomas Hamon    | Vincent Pelluard   | Francky Gagnu |
| 2010  | Joris Daudet    | Vincent Pelluard   | Simon Duchene |
| 2011  | Denis Teullet   | Benjamin Bachelard | Thomas Avolio |
| 2012  | Lorin Martinez  | Thibaud Chauvin    | Mickaël Leleu |

#### Juniors
| Année | Or               | Argent             | Bronze            |
| ----- | ---------------- | ------------------ | ----------------- |
| 2006  | Moana Moo-Caille |                    |                   |
| 2007  | Vincent Pelluard |                    |                   |
| 2008  | Joris Daudet     |                    |                   |
| 2009  | Lorin Martinez   | Benjamin Bachelard |                   |
| 2010  | Sylvain André    |                    |                   |
| 2011  | Charly Giraud    |                    |                   |
| 2012  | Vincent Léon     |                    |                   |
| 2015  | Enzo Papa        |                    |                   |
| 2016  | Raphaël Payet    | Hugo Pointin       | William Sagorin   |
| 2017  | Romain Catenacci | Thomas Barroca     | Léo Louapre       |
| 2018  | Axel Damblon     | Théo Lichtenauer   | Melvin Lipokatics |
| 2019  | Chris Aldon      | Melvin Teblen      | Hugo Tocqueville  |

### Freestyle Park
| Année | Or               | Argent           | Bronze          |
| ----- | ---------------- | ---------------- | --------------- |
| 2019  | Anthony Jeanjean | Florian Ferasse  | Florent Kastner |
| 2020  | Anthony Jeanjean | Istvan Callet    | Maxime Bringer  |
| 2021  | Istvan Callet    | Anthony Jeanjean | Kévin Fabregue  |
| 2022  | Anthony Jeanjean | Quentin Morien   | Maxime Bringer  |
| 2023  | Anthony Jeanjean | Kévin Fabregue   | Istvan Callet   |

### Freestyle Flat
| Année | Or                | Argent               | Bronze         |
| ----- | ----------------- | -------------------- | -------------- |
| 2021  | Alexandre Jumelin | Matthias Dandois     | Julien Baran   |
| 2022  | Alexandre Jumelin | Matthieu Bonnecuelle | Anatole Rahain |

## Palmarès féminin

### 20 pouces

#### Élites
| Année | Or                     | Argent                | Bronze                |
| ----- | ---------------------- | --------------------- | --------------------- |
| 2002  | Héléna Aubry           |                       |                       |
| 2003  | Lydia Faure            |                       |                       |
| 2004  | Anne Rougie            |                       |                       |
| 2005  | Anne Rougie            |                       |                       |
| 2006  | Laëtitia Le Corguillé  |                       |                       |
| 2007  | Anne-Caroline Chausson |                       |                       |
| 2008  | Laëtitia Le Corguillé  |                       |                       |
| 2009  | Laëtitia Le Corguillé  | Manon Valentino       | Amélie Despeaux       |
| 2010  | Laëtitia Le Corguillé  | Audrey Le Corguillé   | Amélie Despeaux       |
| 2011  | Manon Valentino        | Magalie Pottier       | Laëtitia Le Corguillé |
| 2012  | Magalie Pottier        | Eva Ailloud           | Manon Valentino       |
| 2013  | Manon Valentino        | Eva Ailloud           | Pauline Corlobe       |
| 2014  | Manon Valentino        | Eva Ailloud           | Magalie Pottier       |
| 2015  | Eva Ailloud            | Laëtitia Le Corguillé | Magalie Pottier       |
| 2016  | Manon Valentino        | Magalie Pottier       | Camille Maire         |
| 2017  | Axelle Étienne         | Camille Maire         | Charlotte Devolder    |
| 2018  | Manon Valentino        | Camille Maire         | Axelle Étienne        |
| 2019  | Manon Valentino        | Axelle Étienne        | Chloé Binetruy        |
| 2020  | Axelle Étienne         | Camille Maire         | Mathilde Doudoux      |
| 2021  | Axelle Étienne         | Camille Maire         | Manon Valentino       |
| 2022  | Camille Maire          | Charlotte Devolder    | Charlotte Morot       |
| 2023  | Charlotte Devolder     | Camille Maire         | Mathilde Doudoux      |
| 2024  | Axelle Étienne         | Léa Brindjonc         | Camille Maire         |

#### Espoirs
| Année | Or              | Argent       | Bronze         |
| ----- | --------------- | ------------ | -------------- |
| 2022  | Charlotte Morot | Emma Jouteau | Capucine Favre |
| 2023  | Tessa Martinez  | Zoé Hapka    | Marie Favrel   |
| 2024  | Laura Mougey    | Marie Favrel | Capucine Favre |

#### Juniors
| Année | Or                | Argent            | Bronze         |
| ----- | ----------------- | ----------------- | -------------- |
| 2014  | Sandie Thibaut    |                   |                |
| 2015  | Axelle Étienne    |                   |                |
| 2016  | Mathilde Hugot    | Éloïse Francineau | Chloé Binetruy |
| 2017  | Mathilde Bernard  | Marion Torres     | Emma Jouteau   |
| 2018  | Mathilde Bernard  | Charlotte Morot   | Emma Jouteau   |
| 2019  | Zoé Hapka         | Elsie Leonard     | Anaïs Gand     |
| 2020  | Mariane Beltrando | Zoé Hapka         | Chloé Brehin   |
| 2021  | Mariane Beltrando | Léa Brindjonc     | Laurine Crozet |
| 2022  | Léa Brindjonc     | Laura Mougey      | Laurine Crozet |
| 2023  | Laura Mougey      | Louise Pottier    | Lucie Sautour  |
| 2024  | Anaïs Garnier     | Louise Pottier    | Clara Rouget   |

### Contre-la-montre

#### Élites
| Année | Or               | Argent                | Bronze           |
| ----- | ---------------- | --------------------- | ---------------- |
| 2015  | Eva Ailloud      | Laëtitia Le Corguillé | Magalie Pottier  |
| 2016  | Manon Valentino  | Magalie Pottier       | Camille Maire    |
| 2017  | Axelle Étienne   | Camille Maire         | Manon Valentino  |
| 2018  | Mathilde Doudoux | Manon Valentino       | Chloé Binetruy   |
| 2019  | Camille Maire    | Axelle Étienne        | Manon Valentino  |
| 2021  | Axelle Étienne   | Tessa Martinez        | Camille Maire    |
| 2022  | Camille Maire    | Charlotte Devolder    | Mathilde Doudoux |
| 2023  | Léa Brindjonc    | Camille Maire         | Mathilde Doudoux |
| 2024  | Axelle Étienne   | Léa Brindjonc         | Camille Maire    |

#### Espoirs
| Année | Or              | Argent         | Bronze       |
| ----- | --------------- | -------------- | ------------ |
| 2022  | Charlotte Morot | Emma Granger   | Emma Jouteau |
| 2023  | Zoé Hapka       | Tessa Martinez | Marie Favrel |
| 2024  | Laura Mougey    | Zoé Hapka      | Marie Favrel |

#### Juniors
| Année | Or                | Argent            | Bronze           |
| ----- | ----------------- | ----------------- | ---------------- |
| 2015  | Axelle Étienne    | Margot Hetmanczyk | Océane Besnier   |
| 2016  | Mathilde Hugot    | Maëlle Ruoso      | Marion Torres    |
| 2017  | Mathilde Bernard  | Marion Torres     | Charlotte Morot  |
| 2018  | Mathilde Bernard  | Tessa Martinez    | Charlotte Morot  |
| 2019  | Tessa Martinez    | Zoé Hapka         | Fanny Brocail    |
| 2021  | Mariane Beltrando | Léa Brindjonc     | Capucine Favre   |
| 2022  | Léa Brindjonc     | Laurine Crozet    | Coralie Moustier |
| 2023  | Laura Mougey      | Coralie Moustier  | Louise Pottier   |
| 2024  | Anaïs Garnier     | Louise Pottier    | Lola De Oliveira |

### Cruisers
| Année | Or                    | Argent          | Bronze              |
| ----- | --------------------- | --------------- | ------------------- |
| 2004  | Laëtitia Le Corguillé |                 |                     |
| 2005  | Laëtitia Le Corguillé |                 |                     |
| 2006  | Magalie Pottier       |                 |                     |
| 2007  | Cyrielle Convert      |                 |                     |
| 2008  | Eva Ailloud           |                 |                     |
| 2009  | Eva Ailloud           | Amélie Despeaux | Audrey Le Corguillé |
| 2010  | Magalie Pottier       | Amélie Despeaux | Audrey Le Corguillé |
| 2011  | Amélie Despeaux       | Armony Sailly   | Camille Fontaine    |

### Freestyle Park
| Année | Or              | Argent             | Bronze        |
| ----- | --------------- | ------------------ | ------------- |
| 2019  | Magalie Pottier | Laury Perez        | Kenza Chaal   |
| 2020  | Laury Perez     | Magalie Pottier    | Kenza Chaal   |
| 2021  | Laury Perez     | Kenza Chaal        | Anissa Lahlah |
| 2022  | Laury Perez     | Lisa-Marie Blanc   | Paula Calvet  |
| 2023  | Laury Perez     | Valeriia Liubimova | Paula Clavet  |

### Freestyle Flat
| Année | Or            | Argent        | Bronze          |
| ----- | ------------- | ------------- | --------------- |
| 2022  | Aude Cassagne | Mélissa Droll | Jeanne Seigneur |